# Falling in Love (1984)
Falling in Love is een film uit 1984 van regisseur Ulu Grosbard. De hoofdrollen worden vertolkt door Robert De Niro en Meryl Streep. Het verhaal van de film is lichtjes gebaseerd op de Britse film Brief Encounter (1945).

## Verhaal
Wanneer ingenieur Frank Raftis inkopen voor Kerstmis gaat doen, loopt hij de charmante Molly Gilmore tegen het lijf. Wanneer ze later elkaar nog eens tegenkomen, groeit er een goede vriendschap tussen de twee. Die vriendschap wordt al gauw liefde, maar er is wel een probleem: ze zijn allebei getrouwd.
Frank is getrouwd met Ann en heeft twee kinderen met haar, Joe en Mike. Molly is dan weer gehuwd met Brian. Ondanks hun huwelijk blijft de relatie tussen de twee het dierbaarste dat ze hebben.

## Rolverdeling
| Acteur         | Personage     |
| -------------- | ------------- |
| Robert De Niro | Frank Raftis  |
| Meryl Streep   | Molly Gilmore |
| Harvey Keitel  | Ed Lasky      |
| David Clennon  | Brian Gilmore |
| Jane Kaczmarek | Ann Raftis    |

## Trivia
- Meryl Streep en Robert De Niro speelden eerder al samen in de film The Deer Hunter (1978). Later zouden ze ook nog samen te zien zijn Marvin's Room (1996).
- In 1981 werkten regisseur Ulu Grosbard en Robert De Niro al samen aan de film True Confessions.